# Cerfennia nalandensis
Cerfennia nalandensis är en insektsart som först beskrevs av William Lucas Distant 1914.  Cerfennia nalandensis ingår i släktet Cerfennia och familjen Flatidae. Inga underarter finns listade i Catalogue of Life.